# Barraca de pedra en sec del camí de les Tosses
Barraca de pedra en sec del camí de les Tosses és una obra d'Amposta (Montsià) protegida com a Bé Cultural d'Interès Local.

## Descripció
Barraca de pedra en sec de forma circular que s'eleva formant una falsa cúpula. Consta d'una porta central molt enrunada, i a la part posterior hi ha una mena de talús també de pedra en sec. Té uns 3 metres de diàmetre i es conserva una alçada de tres metres.